# Janssenstichting
Janssenstichting (Stellingwerfs: Jaanssenstichting of Janssenstichting, Fries: Janssenstifting) is een buurtschap in de gemeente Ooststellingwerf, in de Nederlandse provincie Friesland.
Het ligt ten zuidwesten van Waskemeer, waar het formeel onder valt. Janssenstichting is vernoemd naar de familie Janssen. In 1899 heeft Peter Wilhelm Janssen 40 hectare heidegrond bij Waskemeer opgekocht en laten ontginnen. De gelijknamige weg is doodlopend.
Er zijn ook Janssenstichtingen bij Nij Beets en Oudehorne.